# Тімеа Бачинскі
Тімеа Бачинскі (нім. Timea Bacsinszky, угор. Bacsinszky Tímea, 8 червня 1989) - швейцарська тенісистка, олімпійська медалістка.
Батько Тімеї, Ігор Бачинський народився 1947 року в місті Сату-Маре, Румунія,  в родині  греко-католицького священика Стефана Бачинського (1920 р.н.) уродженця села Рус-Крива Закарпатської області   (село у 1920 році відійшло до Румунії.) Мама Ігора  Бачинського — Дьордія Сільвай. Дід Ігора — о. Стефан Бачинський (1882р.н.) народився в с. Калини Тячівського району, Закарпатська область, в родині о. Стефана Бачинського (1851–1936)  та Єлізавети Фірцак (1859-1927). Можна константувати, що в Тімеї дід, прадід, прапрадід — усі Стефани і греко-католицькі священики. Також прапрапрадідом Тімеї приходиться великий русинський письменник та громадський діяч о. Іван Сільвай.
У середині 80-х років минулого сторіччя Батько Тімеї з Ромунії емігрував до Швейцарії. Мама тенісистки — Шімон Жужанна — уродженка Дебрецена,  за спеціальністю  стоматолог.  Брат Тімеї Даніел — викладач оперного співу, музикою  займається також сестра Софія.
Тімеа почала грати в трирічному віці під керівництвом батька, який за фахом  тенісний тренер.
Станом на березень 2015 року Бачинскі має три перемоги в турнірах WTA: BGL Luxembourg Open 2009 року Abierto Mexicano open 2015 та Monterrey Open 2015. Вона виступала за збірну Швейцарії в Кубку Федерації і має 18 перемог проти 16 поразок.
На Відкритому чемпіонаті Франції 2015 Бачинскі добралася до півфіналу, де поступилася в трьох сетах Серені Вільямс.
Граючи в парі з Мартіною Хінгіс, Тімея виборола срібні медалі Олімпіади 2016 в Ріо-де-Жанейро.
На Вімблдоні 2017 Бачинські зазнала травми, внаслідок якої була змушена лягти на операцію й пропустила решту сезону, а також половину сезону 2018 року.

## Статистика

### Фінали Олімпіад

#### Парний розряд: (1 срібна медаль)
| Результат | Рік  | Турнір                         | Покриття | Партнерка      | Супротивниці                    | Рахунок  |
| --------- | ---- | ------------------------------ | -------- | -------------- | ------------------------------- | -------- |
| Срібло    | 2016 | Олімпіада 2016, Ріо-де-Жанейро | Тверде   | Мартіна Хінгіс | Катерина Макарова Олена Весніна | 4–6, 4–6 |

### Історія виступів у турнірах Великого шолома
| Турнір          | 2005 | 2006 | 2007 | 2008 | 2009 | 2010 | 2011 | 2012 | 2013 | 2014 | 2015 | 2016 | 2017 | 2018 | Усп    | В–П   | %   |
| --------------- | ---- | ---- | ---- | ---- | ---- | ---- | ---- | ---- | ---- | ---- | ---- | ---- | ---- | ---- | ------ | ----- | --- |
| Australian Open | К1   | A    | К3   | 2к   | A    | 1к   | 1к   | A    | A    | A    | 3к   | 2к   | 3к   | A    | 0 / 6  | 6–6   | 50% |
| French Open     | A    | A    | 2к   | 2к   | 2к   | 2к   | A    | A    | К1   | 2к   | ПФ   | ЧФ   | ПФ   | A    | 0 / 8  | 19–8  | 70% |
| Wimbledon       | A    | A    | 1к   | 2к   | 2к   | 1к   | A    | A    | К2   | 2к   | ЧФ   | 3к   | 3к   | A    | 0 / 8  | 11–8  | 58% |
| US Open         | A    | A    | 1к   | 3к   | 2к   | 1к   | A    | 1к   | A    | 2к   | 1к   | 2к   | A    |      | 0 / 8  | 5–8   | 38% |
| Ви-Пр           | 0–0  | 0–0  | 1–3  | 5–4  | 3–3  | 1–4  | 0–1  | 0–1  | 0–0  | 3–3  | 11–4 | 8–4  | 7–2  | 0–0  | 0 / 29 | 39–29 | 57% |

## Зовнішні посилання
Досьє на сайті WTA [Архівовано 16 грудня 2015 у Wayback Machine.]

## Виноски
1. 1 2  Player Profile // WTA website
2. ↑  Timea Bacsinszky: "Est-ce une déchirure musculaire?". tdg.ch/ (French) . Архів оригіналу за 6 квітня 2019. Процитовано 12 липня 2017.
3. ↑  US Open ohne Timea Bacsinszky. Neue Zürcher Zeitung (German) . 14 серпня 2017. Архів оригіналу за 14 вересня 2020. Процитовано 20 вересня 2017.
4. ↑  Timea Bacsinszky calls it a season, says she hopes to be back stronger. Tennis World USA (амер.). Архів оригіналу за 8 грудня 2020. Процитовано 6 жовтня 2017.